# Kibatalia maingayi
Kibatalia maingayi är en oleanderväxtart som först beskrevs av Joseph Dalton Hooker, och fick sitt nu gällande namn av R. E. Woodson. Kibatalia maingayi ingår i släktet Kibatalia och familjen oleanderväxter. Inga underarter finns listade i Catalogue of Life.